# Campionati mondiali juniores di sci alpino 1998
I Campionati mondiali juniores di sci alpino 1998, 17ª edizione della manifestazione organizzata dalla Federazione Internazionale Sci, si svolsero in Francia, nella regione del Monte Bianco in Alta Savoia, dal 26 febbraio al 1º marzo. Teatro delle gare furono le piste di Chamonix, Megève e Saint-Gervais-les-Bains; il programma incluse gare di discesa libera, supergigante, slalom gigante, slalom speciale e combinata, sia maschili sia femminili.

## Risultati

### Uomini

#### Discesa libera
| Pos. | Atleta              | Nazione     | Tempo   |
| ---- | ------------------- | ----------- | ------- |
| 1    | Andreas Buder       | Austria     | 1:20,39 |
| 2    | Matteo Berbenni     | Italia      | 1:20,56 |
| 3    | Scott Macartney     | Stati Uniti | 1:20,62 |
| 4    | Andrej Prevužňák    | Slovacchia  | 1:20,82 |
| 5    | Silvano Beltrametti | Svizzera    | 1:20,83 |
| 6    | Andrej Jerman       | Slovenia    | 1:21,08 |
| 7    | Geoffrey Stephenson | Stati Uniti | 1:21,13 |
| 8    | Benoît Jacqmin      | Francia     | 1:21,26 |
| 9    | Konrad Hari         | Svizzera    | 1:21,27 |
| 10   | Jürgen Kandlbauer   | Austria     | 1:21,30 |

Data: 26 febbraio

#### Supergigante
| Pos. | Atleta          | Nazione     | Tempo   |
| ---- | --------------- | ----------- | ------- |
| 1    | Freddy Rech     | Francia     | 1:27,52 |
| 2    | Andrej Jerman   | Slovenia    | 1:27,90 |
| 3    | Konrad Hari     | Svizzera    | 1:28,41 |
| 4    | Martin Stocker  | Austria     | 1:28,59 |
| 5    | Matteo Berbenni | Italia      | 1:28,60 |
| 6    | Kurt Engl       | Austria     | 1:28,61 |
| 7    | Andreas Buder   | Austria     | 1:28,64 |
| 8    | Mitja Dragšič   | Slovenia    | 1:28,84 |
| 9    | Nico Russi      | Svizzera    | 1:28,97 |
| 10   | Scott Macartney | Stati Uniti | 1:28,99 |

Data: 27 febbraio

#### Slalom gigante
| Pos. | Atleta              | Nazione  | Tempo   |
| ---- | ------------------- | -------- | ------- |
| 1    | Benjamin Raich      | Austria  | 2:01,62 |
| 2    | Manfred Gstatter    | Austria  | 2:02,37 |
| 3    | Silvano Beltrametti | Svizzera | 2:02,39 |
| 4    | Mitja Dragšič       | Slovenia | 2:02,41 |
| 5    | Patrick Thaler      | Italia   | 2:02,66 |
| 6    | Benoît Jacqmin      | Francia  | 2:02,96 |
| 7    | Martin Stocker      | Austria  | 2:03,00 |
| 8    | Miha Malus          | Slovenia | 2:03,08 |
| 9    | Markus Larsson      | Svezia   | 2:03,27 |
| 10   | Stephan Görgl       | Austria  | 2:03,40 |
| 10   | Roger Zweifel       | Svizzera | 2:03,40 |

Data: 28 febbraio

#### Slalom speciale
| Pos. | Atleta             | Nazione  | Tempo   |
| ---- | ------------------ | -------- | ------- |
| 1    | Benjamin Raich     | Austria  | 1:23,06 |
| 2    | Mario Matt         | Austria  | 1:24,89 |
| 3    | Kurt Engl          | Austria  | 1:24,91 |
| 4    | Reinfried Herbst   | Austria  | 1:25,15 |
| 5    | Daniel Sjögren     | Svezia   | 1:25,46 |
| 6    | Markus Good        | Svizzera | 1:26,01 |
| 7    | Martin Brandlhuber | Germania | 1:26,05 |
| 8    | Kristian Guay      | Canada   | 1:26,41 |
| 9    | Pierre Olsson      | Svezia   | 1:26,69 |
| 10   | Julien Lizeroux    | Francia  | 1:26,96 |

Data: 1º marzo

#### Combinata
| Pos. | Atleta          | Nazione |
| ---- | --------------- | ------- |
| 1    | Benjamin Raich  | Austria |
| 2    | Kurt Engl       | Austria |
| 3    | Julien Lizeroux | Francia |

Data: 26 febbraio-1º marzo

Classifica stilata attraverso i piazzamenti ottenuti
in discesa libera, slalom gigante e slalom speciale

### Donne

#### Discesa libera
| Pos. | Atleta           | Nazione     | Tempo   |
| ---- | ---------------- | ----------- | ------- |
| 1    | Martina Lechner  | Austria     | 1:24,41 |
| 2    | Jonna Mendes     | Stati Uniti | 1:24,67 |
| 3    | Ingrid Jacquemod | Francia     | 1:24,70 |
| 4    | Lea Nadig        | Svizzera    | 1:24,85 |
| 5    | Emily Brydon     | Canada      | 1:24,98 |
| 6    | Janica Kostelić  | Croazia     | 1:25,00 |
| 7    | Karin Blaser     | Austria     | 1:25,33 |
| 8    | Annalisa Ceresa  | Italia      | 1:25,62 |
| 9    | Eloïse Bernard   | Francia     | 1:25,65 |
| 10   | Lucie Hrstková   | Rep. Ceca   | 1:25,67 |

Data: 26 febbraio

#### Supergigante
| Pos. | Atleta              | Nazione   | Tempo   |
| ---- | ------------------- | --------- | ------- |
| 1    | Martina Lechner     | Austria   | 1:06,08 |
| 2    | Kerstin Reisenhofer | Austria   | 1:06,38 |
| 3    | Janica Kostelić     | Croazia   | 1:06,41 |
| 4    | Karen Putzer        | Italia    | 1:06,53 |
| 5    | Katja Wirth         | Austria   | 1:06,57 |
| 6    | Lucie Hrstková      | Rep. Ceca | 1:06,61 |
| 7    | Karin Blaser        | Austria   | 1:06,73 |
| 8    | Marion Berger       | Italia    | 1:07,00 |
| 9    | Chloé Georges       | Francia   | 1:07,02 |
| 10   | Ingrid Jacquemod    | Francia   | 1:07,14 |

Data: 27 febbraio

#### Slalom gigante
| Pos. | Atleta           | Nazione     | Tempo   |
| ---- | ---------------- | ----------- | ------- |
| 1    | Anja Pärson      | Svezia      | 1:54,35 |
| 2    | Ingrid Jacquemod | Francia     | 1:55,73 |
| 3    | Lucie Hrstková   | Rep. Ceca   | 1:56,02 |
| 4    | Allison Forsyth  | Canada      | 1:56,22 |
| 5    | Karen Putzer     | Italia      | 1:56,23 |
| 6    | Nicole Gius      | Italia      | 1:56,53 |
| 7    | Janica Kostelić  | Croazia     | 1:56,54 |
| 8    | Jonna Mendes     | Stati Uniti | 1:56,59 |
| 9    | Denise Karbon    | Italia      | 1:56,70 |
| 10   | Geneviève Simard | Canada      | 1:56,79 |

Data: 1º marzo

#### Slalom speciale
| Pos. | Atleta           | Nazione     | Tempo   |
| ---- | ---------------- | ----------- | ------- |
| 1    | Stefanie Wolf    | Germania    | 1:26,48 |
| 2    | Monika Bergmann  | Germania    | 1:26,57 |
| 3    | Anja Pärson      | Svezia      | 1:27,33 |
| 4    | Allison Forsyth  | Canada      | 1:27,57 |
| 5    | Tanja Poutiainen | Finlandia   | 1:28,02 |
| 6    | Annalisa Ceresa  | Italia      | 1:28,51 |
| 7    | Sarah Schleper   | Stati Uniti | 1:28,52 |
| 8    | Geneviève Simard | Canada      | 1:28,73 |
| 9    | Bente Giljarhus  | Norvegia    | 1:28,79 |
| 10   | Ingrid Jacquemod | Francia     | 1:29,11 |

Data: 28 febbraio

#### Combinata
| Pos. | Atleta           | Nazione  |
| ---- | ---------------- | -------- |
| 1    | Ingrid Jacquemod | Francia  |
| 2    | Janica Kostelić  | Croazia  |
| 3    | Stefanie Wolf    | Germania |

Data: 26 febbraio-1º marzo

Classifica stilata attraverso i piazzamenti ottenuti
in discesa libera, slalom gigante e slalom speciale

## Medagliere per nazioni
| Pos. | Nazione     | Oro | Argento | Bronzo | Totale |
| ---- | ----------- | --- | ------- | ------ | ------ |
| 1    | Austria     | 6   | 4       | 1      | 11     |
| 2    | Francia     | 2   | 1       | 2      | 5      |
| 3    | Germania    | 1   | 1       | 1      | 3      |
| 4    | Svezia      | 1   | 0       | 1      | 2      |
| 5    | Croazia     | 0   | 1       | 1      | 2      |
| 5    | Stati Uniti | 0   | 1       | 1      | 2      |
| 7    | Italia      | 0   | 1       | 0      | 1      |
| 7    | Slovenia    | 0   | 1       | 0      | 1      |
| 9    | Svizzera    | 0   | 0       | 2      | 2      |
| 10   | Rep. Ceca   | 0   | 0       | 1      | 1      |